# Щедріна Валентина Никанорівна
Валентина Никанорівна Щедріна (28 травня 1927, с. Вербовичі, Наровлянський район, Гомельська область — 27 грудня 2008) — російська перекладачка. Заслужений працівник культури Білорусі (1977).

## Біографія
Закінчила в 1951 році БДУ. Працювала в білоруських і російських видавництвах, періодичної преси, вчителювала. У 1968—1987 роках у секретаріаті правління Спілки письменників СРСР, консультант по білоруській літературі.

## Переклади
Друкується з 1961 року. На російську мову переклала твори: «Багаття заметілі» Л. Оробей (1970), «Почекай, затримайся...» О. Василевич (1972), «Холоди на початку весни» (1973) і «День перед святом» (1980) А. Кудрявця, «Білий камінь» О. Осипенка (1974), «Колосся під серпом твоїм» (1974, 1979), «Сива легенда» (1981), «Дике полювання короля Стаха» (1983, 1990) і «Чорний замок Ольшанський» (1984) В. Короткевича, «Чорні лелеки» Л. Гаврилкіна, «Порт призначення» А. Крижини, «Найдорф» І. Пташникова (всі 1977), «Дожинки» М. Тичини (1981), «Ранкові сни» М. Гіля, «Один дощ на всіх» М. Катюшенка, «Руки на кленовому листі» Я. Скригана (всі 1985), «Форель» В. Яговдика (1987), «Білі броди» Х. Лялько, «В крутоверті днів» Р. Семашкевича (обидва 1989), окремі оповідання та повісті В. Бикова, В. Вітки, B. Ковтун, М. Купреєва, В. Рубанова, І. Чигринова та ін.